# 原田知世 Euro Cafe
『原田知世 Euro Cafe』（はらだともよ ユーロ・カフェ）は、JFNC製作のラジオ番組。
パーソナリティの原田知世の近況が番組内で話されることもあった。
『原田知世 Euro Cafe』は、日曜7:00 - 8:00の60分番組だが、大分・山口などの地域では、7:00 - 7:30の30分間の放送だった。その地域では、この番組の後に『天使のモーニングコール』が放送されていた。
2002年4月、この番組とこの前の60分番組『MEN&WOMEN』、この後の60分番組『南こうせつ 週末はログハウスで』の枠を統合させて、『RADIO JAPAN onSunday』がスタートした。『MEN&WOMEN』、『Euro Cafe』は終了、『週末はログハウスで』は録音番組として放送していた。
通常、TOKYO FMでは放送されていなかったが、『高校通信講座』が休祭日で放送休止時に代替番組として放送されたことがあった。
| JFN系 日曜日7:00～8:00       | JFN系 日曜日7:00～8:00 | JFN系 日曜日7:00～8:00 |
| 前番組                       | 番組名                 | 次番組                 |
| ---------------------------- | ---------------------- | ---------------------- |
| サンデー・モーニング・カフェ | 原田知世 Euro Cafe     | RADIO JAPAN onSunday   |